# Norroy-le-Veneur
Norroy-le-Veneur è un comune francese di 1 013 abitanti situato nel dipartimento della Mosella nella regione del Grand Est.

## Storia

### Simboli
È un'arma parlante: l'albero di noce (in francese noyer) sta per Norroy, mentre i grappoli d'uva per Veneur, deformazione di vineux. Gli smalti azzurro e oro sono quelli dello stemma del Ducato di Bar a cui apparteneva Norroy.

## Società

### Evoluzione demografica
Abitanti censiti